# 张明山
张明山（1913年—1981年），男，辽宁辽阳人，中华人民共和国工人、政治人物，国营鞍山钢铁公司小型轧钢厂工。曾当选鞍山特等劳模。

## 生平
1954年，当选第一届全国人民代表大会代表。